# Vitalij Karamnov
Vitalij Karamnov (* 8. srpen 1989, Moskva, Sovětský svaz) je ruský profesionální hokejista.

## Kluby podle sezón
- 2000-2001 Dynamo Moskva
- 2001-2002 Dynamo Moskva
- 2002-2003 Dynamo Moskva
- 2003-2004 Dynamo Moskva
- 2004-2005 Dynamo Moskva
- 2005-2006 Dynamo Moskva
- 2006-2007 Dynamo Moskva
- 2007-2008 Everett Silvertips
- 2008-2009 Dynamo Moskva
- 2009-2010 Dynamo Moskva, MHK Dynamo, HK Rjazaň
- 2010-2011 Dinamo Riga, HK Riga
- 2011-2012 SKA Petrohrad
- 2012-2013 HC Lev Praha
- 2013-2014 HK Sibir Novosibirsk
- 2014-2015 HK Sibir Novosibirsk